# Elecciones comunales de Camboya de 2017
Las elecciones comunales de Camboya de 2017 se llevaron a cabo el 4 de junio de 2017 para escoger a 11.572 miembros del Consejo Comunal y a 1.633 alcaldes de los municipios de Camboya. Junto con la participación de las elecciones generales de 1998 (más del 93%), esta es la segunda elección de la historia electoral Camboyana con más alta participación. Al igual que ocurrió con las elecciones generales de 2013, el Partido Popular de Camboya (CPP) perdió varios apoyos en comparación con su anterior victoria aplastante, perdiendo 1789 concejales y 436 alcaldes, lo que le deja un total de 6503 concejales y 1156 alcaldes. El Partido de Rescate Nacional de Camboya (CNRP) obtuvo 5007 concejales y 489 alcaldes. Hubo denuncias de varias irregularidades durante la votación. A pesar de la victoria del CPP, los líderes de CNRP, Kem Sokha y Sam Rainsy, afirmaron que la elección fue una victoria opositora en la práctica, porque los posicionó nuevamente como el mayor partido opositor y era un paso al frente para las siguientes elecciones generales, destinadas a celebrarse en 2018.

## Antecedentes

### Situación previa de las elecciones comunales
El 3 de febrero de 2002, se llevaron a cabo las primeras elecciones comunales en la historia de Camboya, que tenían como objetivo iniciar el proceso de descentralización del país promovido por el primer gobierno de Hun Sen, del Partido Popular de Camboya (CPP). El CPP obtuvo una aplastante victoria, dominando prácticamente todos los municipios del país, en medio de acusaciones de intimidación y fraude electoral, tal y como ha ocurrido en los comicios celebrados en el país desde la crisis de 1997 que llevó al CPP al poder. Gracias a su victoria en el plano municipal y en cuanto a los Consejos Comunales, el CPP pudo también dominar el Senado, que era electo por estos concejales, dando como resultado una mayoría absoluta continuada para el partido dominante en dicha cámara.
En las elecciones comunales de 2007 y las de 2012 se repitió el mismo escenario, el SRP de Sam Rainsy y el Funcinpec de Norodom Ranariddh, los principales partidos de la oposición, al que posteriormente se sumaría el Partido de los Derechos Humanos de Kem Sokha, no obtuvieron más de 100 comunas todos juntos en 2012, siendo estas las últimas elecciones en los que la oposición concurrió dividida, hasta ese entonces, en cuatro partidos distintos.

### Elecciones generales de 2013
El 17 de junio de 2012, en Manila, donde Sam Rainsy se encontraba exiliado tras el retiro de su inmunidad parlamentaria en 2010, este firmó junto a Kem Sokha, un pacto de unificación entre sus dos partidos (el SRP y el HRP), que eran en ese momento las dos principales fuerzas opositoras, fundado el Partido de Rescate Nacional de Camboya (CNRP). El 12 de julio de 2013, Rainsy recibió el apoyo del Rey Norodom Sihamoní, quien le otorgó un indulto real, lo que le permitió volver al país sin enfrentar los cargos presentados en su contra. Los esfuerzos de la oposición para que se registrara a Rainsy no fueron efectivos, ya que este se encontraba fuera de Camboya al momento del registro, finalizado el 31 de diciembre de 2012, lo que le permitió al gobierno proscribirlo formalmente. Rainsy retornó finalmente a Camboya el 19 de julio de 2013, y su vuelo desde Bangkok aterrizó en Nom Pen, donde fue recibido por una impresionante multitud de varios miles de personas. Rainsy realizó una campaña populista, centrándose en la creación de un estado de derecho firme y el respeto a los derechos humanos.
Las elecciones se realizaron el 28 de julio y, aunque el CPP volvió a ganar, el CNRP obtuvo una cantidad sorpresivamente alta de votos y escaños, quedándose atrás del partido gobernante por menos de 300.000 votos, y generando la victoria más magra para el CPP en una elección general desde el estrecho triunfo que lo llevó al poder en 1998. Entre los factores que provocaron el alza del CNRP destacan la alta popularidad de Sam Rainsy y su plataforma anticorrupción, y el deterioro de la economía bajo el gobierno del CPP, en el marco de la Gran Recesión de 2008. Ningún otro partido obtuvo escaños en el parlamento, y todos los demás partidos juntos apenas sumaron un 6% de los votos.
El CNRP rechazó reconocer los resultados, alegando que el CPP había cometido fraude y que era "imposible aceptar dichas cifras". Hubo denuncias de intimidación a los votantes. El gobierno de Camboya negó los llamados de las organizaciones internacionales para una revisión independiente de las elecciones, y rechazó los pedidos de recuento. La oposición, con Rainsy a la cabeza, decidió entonces organizar una serie de masivas protestas contra el gobierno, que duraron poco menos de un año. El gobierno camboyano respondió reprimiendo duramente las manifestaciones, hasta que finalmente, por agotamiento, la oposición acabó negociando con Hun Sen a cambio de algunas concesiones, entre las cuales destacan el retorno de Sam Rainsy a Camboya y su nombramiento como miembro de la Asamblea Nacional. También se incluyó la figura del líder de la oposición, lo que permitiría el debate parlamentario y el reconocimiento formal de parte del gobierno de que existía una oposición formal al CPP. Sin embargo, la revuelta fue considerada un fracaso, al no lograrse el básico objetivo de obtener la dimisión de Hun Sen. Para cuando finalizaron las protestas, habían muerto al menos cuatro personas de manera confirmada, y treinta habían resultado heridas, además de que la represión dejó un saldo de cientos de detenidos.

### Aumento de la represión y exilio de Sam Rainsy
El 13 de noviembre de 2015,  la Corte Suprema de Camboya emitió una orden de arresto contra Rainsy sobre un caso que se remonta a 2008. Tres días más tarde, los 68 diputados del CPP votaron unánimemente a favor de retirarle la inmunidad parlamentaria mientras enfrentaba varios cargos. El 1 de diciembre, el Tribunal Municipal de Nom Pen convocó a Rainsy In Absentia para aclarar una declaración que publicó en su cuenta de Facebook después de una denuncia de difamación por el presidente del parlamento Heng Samrin. Menos de dos semanas antes, el mismo tribunal había emitido otra citación para que Sam Rainsy compareciera para ser interrogado por su supuesta participación en el uso de un mapa falso para resolver una disputa fronteriza con Vietnam.
El 10 de julio de 2016, el activista y comentarista Kem Ley fue fusilado en un café de una estación de servicio en Nom Pen. Su muerte se produjo días después de haber criticado, en su programa publicado en Facebook, a la familia de Hun Sen luego de que saliera a la luz un informe sobre los casos de corrupción que la rodeaban, y sobre su fortuna personal, valorada en 200 millones de dólares. Esto provocó una sospecha generalizada de que su asesinato se produjo por motivos políticos. Un sospechoso del homicidio fue arrestado, y más tarde confesó el crimen. El supuesto asesino afirmó haber disparado a Ley por una deuda de 3.000 dólares que tenía con él, pese a informes de que no existía tal deuda porque los dos nunca se habían conocido antes del asesinato. La muerte de Ley causó una severa crisis de legitimidad al gobierno de Hun Sen, y cerca de dos millones de personas asistieron al funeral como forma de protesta, la más alta participación popular en el funeral de una figura no gubernamental o Real en la historia de Camboya.
Rainsy acusó públicamente a Hun Sen de estar relacionado con el asesinato de Ley, lo que le valió otra acusación de difamación y provocó que tuviera que huir nuevamente del país en agosto de ese mismo año. Meses después, en enero de 2017, Hun Sen presentó a la Asamblea Nacional una propuesta de ley que prohibía expresamente a los criminales convictos y personas que se enfrentaran a cargos penales liderar un partido político, bajo amenaza de que dicha formación sería disuelta si incumplía con esa ley. Simultáneamente, el 11 de febrero, Rainsy dimitió como líder del CNRP, entregándole el cargo a Kem Sokha, y se mantuvo en el exilio mientras el nuevo líder del partido se encargaría de hacer campaña para las elecciones comunales.

## Campaña
La campaña para las elecciones comunales se llevó a cabo en el marco de la violencia política desatada por el asesinato de Ley, y con el principal líder de la oposición proscrito para hacer campaña. Mientras que Kem Sokha y el CNRP mantuvieron la misma postura conciliadora y pacífica que realizó en 2013, Hun Sen realizó una campaña mucho más violenta, llegando a amenazar implícitamente, en los primeros días de mayo, con desatar una nueva guerra civil si el CPP perdía las elecciones. Nuevamente repitió su amenaza a finales del mes, afirmando que el CNRP buscaba establecer un estado policial y arrestar a todos los miembros de su familia y sus partidarios políticos, declarando que: "Habrá caos si el CPP pierde el control". A esto Kem Sokha respondió rápidamente que "el CNRP traerá seguridad para todo el mundo, tanto ganadores como perdedores" y que no buscarían tomar represalias contra nadie si ganaban las elecciones, "cuando el CNRP gane, habrá justicia real, paz y desarrollo para todos. No veremos a nadie como un enemigo". Lejos de declinar su postura, Hun Sen amenazó con "destruir las casas" de cualquiera que provocara que el CPP "perdiera la paciencia".
Durante la inauguración de un edificio gubernamental, el 16 de mayo, el ministro de Defensa de Camboya, Tea Banh, amenazó a la oposición con el uso de la fuerza si no aceptaba el resultado de las elecciones, declarando que "haría saltar los dientes" a cualquiera que protestara públicamente una vez anunciados los resultados. "Cambio, cambio. Abajo Hun Sen. Esta vez estas palabras no se van a pronunciar, lo aviso de antemano y no lo voy a repetir" declaró. El día antes del cierre de campaña, 1 de junio, Sokha organizó un multitudinario acto de campaña que congregó a miles de personas, las cuales corearon "cambio" y desfilaron por las calles de Nom Pen. Durante el acto, Sokha llamó a los votantes a elegir libremente los líderes de sus comunidades sin dejarse influir por lo que ordenen los partidos.

## Resultados
|  | 50.76 % |

|  | 43.83 % |

|  | 1.90 % |

|  | 1.76 % |

|  | 1.13 % |

|  | 0.45 % |

|  | 0.07 % |

|  | 0.03 % |

|  | 0.02 % |

|  | 0.02 % |

|  | 0.01 % |

|  | 0.01 % |

|  | 100.00 % |

|  | 90.37 % |